# Негуш (титула)
Негуш (гиз: ንጉሥ [] — краљ) је била владарска титула у Етиопији све до пада монархије 1975. године. Титулу негуш (краљ) имали су сви вазални владари етиопских историјских краљевина (покрајина): Гоџима, Велеге и Шое и приморских покрајина.
Негушева супруга (краљица) је имала титулу етеге.

## Негуш негасти
Негуш негасти (гиз ንጉሠ ነገሥት [] — краљ краљева) је била титула коју су носили цареви Етиопије. Негуш негасти је истовремено био шеф државе и председник владе, и у својим рукама је имао законодавну, извршну и судску власт. Тако да је Етиопија формално била уставна монархија, а у ствари је била апсолутистичка монархија. Назив негуш негасти (краљ краљева) вероватно је пореклом из Месопотамије, а у Етиопији се први пут јавља у време Краљевства Аксум, као титула краља Сембротеса (око 250. године). Неки сматрају да се титула јавила после римског пораза од стране Персијанаца око 296./7. Као владарска титула поново се јавља у време Јекуна Амлака у 13. веку.
Женски облик ове титуле је нигасте нигасти и носила ју је само царица Заудита.